# Polycarpa tumida
Polycarpa tumida är en sjöpungsart som beskrevs av Heller 1878. Polycarpa tumida ingår i släktet Polycarpa och familjen Styelidae. Inga underarter finns listade i Catalogue of Life.